# Violetkapkolibrie
De violetkapkolibrie (Goldmania violiceps) is een vogel uit de familie Trochilidae (kolibries).

## Verspreiding en leefgebied
Deze soort komt voor in oostelijk Panama en noordwestelijk Colombia.